# Victoria Eugenia (Málaga)
Victoria Eugenia es un barrio perteneciente al distrito Bailén-Miraflores de la ciudad andaluza de Málaga, España. Según la delimitación oficial del ayuntamiento, limita al norte con el barrio de Arroyo de los Ángeles; al este, con el barrio de La Trinidad; al sur, con La Bresca; y al oeste con Suárez y Parque Victoria Eugenia.
Parte del actual barrio fue construido durante los años 1930, a raíz de una "ley de casas baratas". La promoción de 130 viviendas, de las que 54 se beneficiaron de exenciones de impuestos y otras medidas, fue llevada a cabo por una cooperativa llamada "Fomento de la habitación popular malagueña", que contó con el arquitecto José Ortega Marín para su diseño. Son viviendas de poca altura, situadas en los alrededores de la plaza Eduardo Dato, entre la avenida del Arroyo de los Ángeles y la calle Blas de Lezo.

## Transportes
En autobús queda conectado mediante las siguientes líneas de la EMT:
| Línea | Trayecto                                      | Recorrido | Frecuencia    |
| ----- | --------------------------------------------- | --------- | ------------- |
| 7     | Alameda Principal - Miraflores de los Ángeles | Recorrido | 10-11 minutos |
| 15    | La Virreina - Santa Paula                     | Recorrido | 11-12 minutos |
| N2    | Plaza de la Marina - Circular                 | Recorrido | 50-55 minutos |